# Bahnhof Kassel-Bettenhausen
Der Bahnhof Kassel-Bettenhausen ist ein Bahnhof im Kasseler Stadtteil Bettenhausen, der seit 1985 nur noch als Güterbahnhof dient. Der Bahnhof verfügt sowohl über mehrere durchgehende und elektrifizierte Gleise, als auch über einzelne Stumpfgleise.

## Geschichte
Nach einem Gesetz vom 17. Juni 1874 und einem Erlass vom 8. September 1874 wurde die Bahnstrecke Kassel–Waldkappel (Lossetalbahn) mit Anschluss in Waldkappel an die Kanonenbahn auf Staatskosten erbaut. Der Streckenabschnitt Bettenhausen–Waldkappel wurde am 1. Dezember 1879 eröffnet, der Anschluss zum Hauptbahnhof Kassel folgte am 15. März 1880. 1880 verkehrten zwischen Kassel und Waldkappel vier Personenzüge, davon einer nur bis Helsa.
Die 1910 von drei Gemeinden und zwei Unternehmern gegründete Söhrebahn AG eröffnete am 21. August 1912 die normalspurige Söhrebahn vom Bahnhof Kassel-Bettenhausen bis nach Wellerode Wald, wo vor allem Braunkohle verladen wurde.
Die Niederlassung zahlreicher Industriebetriebe und Handelsfirmen prägten das Gesicht des Stadtteils als Industriegebiet. Der Bahnhof Bettenhausen war für den anfallenden Güterverkehr von besonderer Bedeutung. Hafen- und Söhrebahn sorgten für zusätzliche Gütertransporte.
Am 30. September 1966 wurde der Personenverkehr auf der Söhrebahn eingestellt. Bis zum 16. Dezember 1970 wurde die Strecke von Bettenhausen bis Lohfelden und von dort weiter nach Kassel-Waldau genutzt, um Güter aus Bettenhausen u. a. zum AEG-Werk in Waldau zu transportieren. Dieser Güterverkehr ging jedoch mit den folgenden Jahren auf neu errichtete Anschlussbahnen über. Seitdem verläuft auf der ehemaligen Bahntrasse ein Rad- und Wanderweg.
Am 31. Mai 1985 endete der Personenverkehr auf der Verbindung Kassel–Waldkappel–Eschwege und damit auch in Bettenhausen. Der Güterverkehr auf der seit Mai 1971 bis Bettenhausen elektrifizierten Strecke findet weiterhin statt.
Nachdem der Orkan Kyrill im Januar 2007 ungezählte Bäume u. a. auch in Nordhessens Wäldern umgeworfen hatte, diente der Bahnhof Bettenhausen monatelang in großem Stil als Umschlagplatz für Stammholz.
Im Bahnhof Bettenhausen herrscht heute noch reger Güterverkehr. An den Personenverkehr erinnern dagegen nur noch die Schilder für die Gleise 1 und 2 sowie der teilweise überwachsene Haus- und der überwachsene Zwischenbahnsteig. In westlicher Richtung zweigt eine 1,5 km lange Anschlussbahn zum Hafen an der Fulda ab.

## Empfangsgebäude
Das Empfangsgebäude des Bahnhofs Bettenhausen samt Güterschuppen wurde mit der Inbetriebnahme des Streckenabschnitts Bettenhausen–Waldkappel 1879 eröffnet. 1880 kam ein Abort hinzu. Im Jahre 1921 wurden an das Empfangsgebäude Nebengebäude, eine Signalmeisterei sowie einzelne Lagergebäude angebaut; 1929 folgte ein Posten für die Güterabfertigung. 1950 wurde ein Sozialgebäude angegliedert. Seit 1958 bestanden Pläne, das rote dreigeschossige Backsteingebäude des Bahnhofs Bettenhausen, welches im Zweiten Weltkrieg schwer beschädigt wurde, abzureißen und zu modernisieren. Das Empfangsgebäude mit dem Wartesaal zweiter Klasse im Ostflügel wurde in mehreren Bauabschnitten durch einen Neubau ersetzt. Im Dezember 1961 wurde ein Teil der neuen Diensträume eröffnet, im April 1962 war der westliche Bahnhofsteil fertiggestellt; der Ostteil wurde abgetragen. Inzwischen ist auch das zweite Empfangsgebäude abgerissen. 1960 wurde im Bettenhausener Bahnhof eine Bahnmeisterei eröffnet. Heutzutage sind nur noch das Stellwerk und ein Verwaltungsgebäude vorhanden.

## Anbindung an den städtischen Verkehr
Der Bahnhof Kassel-Bettenhausen ist über die Straßenbahn- und RegioTram-Haltestellen Sandershäuser Straße (im Nordwesten) und Kirchgasse (im Südosten) an den städtischen Nahverkehr angebunden. Hier verkehren die Straßenbahnlinien 4 und 8 sowie die RegioTram-Linien RT 5 und RT 9 und stellen Direktverbindungen in Richtung Kaufungen, Helsa, Hessisch Lichtenau, Kasseler Innenstadt, Kassel Hauptbahnhof, Bf. Wilhelmshöhe, Borken, Wabern, Treysa und Melsungen her. Eine Haltestelle Bahnhof Bettenhausen existiert nicht.